# Raid de la Caravane Batn Rabigh
Le raid de la Caravane Batn Rabigh est le deuxième raid ordonné par Mahomet sur une caravane des Quraych de La Mecque.

## Historique
Ubaydah ibn al-Harith (en) est le commandant du deuxième raid. Ce raid se réalise neuf mois après l'hégire, quelques semaines après le tout premier raid à al-Is,,,.
Pres d’un mois après la tentative manquée de Hamza ibn Abd al-Muttalib de piller une caravane quraych, Mahomet confie à un groupe de 60 mouhajiroun dirigé par Ubaydah une autre opération sur une caravane quraych qui rentre de Syrie. La caravane est protégée par deux cents hommes armés. Le chef de cette caravane est Abu Sufyan ibn Harb.
Le groupe musulman va aussi loin que Thanyatul-Murra, un endroit humide du Hedjaz. Aucun combat ne se déroule, puisque les Quraysh sont trop éloignés de l’endroit où les musulmans planifient d’attaquer la caravane (à Batn Rabigh). Malgré cela, Sa`d ibn Abi Waqqas lance une flèche en direction des Quraysh. Ceci est connu comme étant la toute première flèche de l’Islam. Malgré l’attaque surprise, aucun combat ne se déroule et les Musulmans rentrent les mains vides. Il est dit que Ubaydah est le tout premier à porter l'étendard de l’Islam ; d’autres disent que Hamzah est le premier à porter le premier étendard,,.
L’incident est en partie mentionné dans la collection hadith de Sahih Bukhari :

« J’ai entendu Sa'd dire, "J’étais le premier parmi les 'Arabes qui ont lancés une flèche au Nom de Allah. Nous avions l’habitude de nous battre côte-à-côte avec le Prophète". Sahih al-Bukhari, 5:57:74
 »

## Sources principales
- Saifur Rahman Al Mubarakpuri, When the Moon Split, DarusSalam, 2002, 320 p. (ISBN 978-9960-897-28-8, lire en ligne)
- Saifur Rahman Al Mubarakpuri, The Sealed Nectar, Darussalam Publications, 2005 (lire en ligne). Note: C'est la version gratuite disponible sur Google Books
- Saifur Rahman Al Mubarakpuri, The sealed nectar : biography of the Noble Prophet, Darussalam Publications, 2005, 588 p. (ISBN 978-9960-899-55-8, lire en ligne)
- Imam Muḥammad Ibn ʻAbd al-Wahhāb, Mukhtaṣar zād al-maʻād, Oxford University Press, 1998 (lire en ligne)
- Shawqi Abu Khalil, Atlas of the Prophet's biography : places, nations, landmarks, Dar-us-Salam, 1er mars 2004, 292 p. (ISBN 978-9960-897-71-4, lire en ligne)
- William Muir, The life of Mahomet and history of Islam to the era of the Hegira, Volume 4, Smith, Elder & Co, 1861 (lire en ligne)
- Hussain Haykal, The Life of Mohammed, Islamic Book Trust, 1er juin 2010 (ISBN 978-81-87746-46-1, lire en ligne), p. 477